# مردان ایکس: کلاس اول
مردان ایکس: کلاس درجه یک (به انگلیسی: X-Men: First Class) فیلمی آمریکایی در ژانر ابرقهرمانی به کارگردانی متیو وان و محصول سال ۲۰۱۱ است. مردان ایکس: بهترین‌ها، به عنوان پنجمین فیلم و همچنین پیش‌درآمدی در مجموعه فیلم‌های مردان ایکس به‌شمار می‌رود که پس از فیلم خاستگاه مردان ایکس: ولورین ساخته شده‌است. بیشتر فیلم در لندن تصویربرداری شده‌است. این فیلم بر اساس داستان‌های پیشین مجموعه کتاب‌های مصور مردان ایکس کمپانی مارول کامیکس ساخته شده‌است.
این فیلم به چگونگی به وجود آمدن جهش یافته‌ها و نحوه ایجاد گروه مردان ایکس می‌پردازد. تمرکز اصلی فیلم هم بر روی رابطه چارلز اگزیویر / پروفسور ایکس و اریک لِنشر / مگنیتو می‌باشد.

## داستان
در سال ۱۹۴۴، در اردوگاه آشویتس، سرباز نازی به نام کلاوس اشمیت شاهد قدرت ذهنی نوجوانی به نام اریک لنشر است که در هنگام جدا شدن از والدینش دروازه‌ای فلزی را خم می‌کند. اشمیت اریک را به اتاق خود می‌برد و از او می‌خواهد سکه‌ای روی میز را حرکت دهد. وقتی اریک موفق نمی‌شود، اشمیت مادرش را به قتل می‌رساند. در حالی که اریک از شدت غم و اندوه دچار شوک شده، قدرت مغناطیسی‌اش ناخواسته فعال شده و اتاق را نابود می‌کند.
در همان زمان، در عمارت غرب‌چستر ایالت نیویورک، چارلز ژاویر جوان که توانایی‌های تله‌پاتی دارد، با ریون آشنا می‌شود؛ موجودی با پوستی آبی و فلس‌دار که توانایی تغییر شکل دارد. ژاویر از او دعوت می‌کند تا به عنوان خواهرش نزد او زندگی کند.
در سال ۱۹۶۲، اریک به دنبال اشمیت می‌گردد و در همین حال، ژاویر دکترای خود را از دانشگاه آکسفورد دریافت می‌کند. در لاس‌وگاس، مأمور سی‌آی‌ای مویر مک‌تاگرت به دنبال کلنل هندی می‌رود که در باشگاه هلفایر با اشمیت (که حالا به نام سباستین شاو شناخته می‌شود)، و جهش‌یافته‌هایی مانند اما فراست (تله‌پات)، ریپ‌تاید (بادگردان) و آزازل (تلپورت‌کننده) ملاقات می‌کند. شاو که قدرت جذب انرژی دارد و باعث جوان ماندنش شده، هندی را تهدید می‌کند و او را به اتاق جنگ مشترک می‌برد، جایی که هندی پیشنهاد استفاده از موشک‌های هسته‌ای در ترکیه را مطرح می‌کند. در ادامه، شاو هندی را می‌کشد.
مک‌تاگرت که به دنبال راهنمایی ژاویر در مورد جهش‌یافته‌ها است، او و ریون را به سی‌آی‌ای می‌برد تا مدیر مک‌کون را متقاعد کنند که جهش‌یافته‌ها واقعی هستند و شاو خطری بزرگ به شمار می‌رود. مأمور دیگری جهش‌یافته‌ها را حمایت کرده و آن‌ها را به مرکز مخفی «دیوژن ایکس» می‌برد. در همین مرکز، مک‌تاگرت و ژاویر هنگامیکه اریک به شاو حمله می‌کند، با هم مواجه می‌شوند و ژاویر اریک را از غرق شدن نجات می‌دهد، اما شاو فرار می‌کند. ژاویر اریک را به دیوژن ایکس می‌برد، جایی که با هنک مک‌کوی، دانشمند جهش‌یافته با پاهای قابل حرکت، آشنا می‌شوند. ژاویر با کمک دستگاه مکان‌یاب جهش‌یافته‌ها به نام «سربرو» به دنبال جذب جهش‌یافته‌های دیگر می‌گردد؛ آن‌ها با آنجل سالوادور، آرماندو مونوز، الکس سامرز و شان کسیدی آشنا می‌شوند.
ژاویر، اریک و مک‌تاگرت رهبری ماموریتی سی‌آی‌ای را بر عهده می‌گیرند تا فراست را در اتحاد جماهیر شوروی دستگیر کنند و متوجه شوند که شاو قصد شروع جنگ جهانی سوم را دارد تا سلطه جهش‌یافته‌ها را برقرار کند. آزازل، ریپ‌تاید و شاو به دیوژن ایکس حمله کرده و همه را به جز جهش‌یافته‌ها می‌کشند. شاو آن‌ها را دعوت می‌کند تا به گروهش بپیوندند؛ آنجل قبول می‌کند اما الکس و آرماندو مقابله می‌کنند که شاو آرماندو را می‌کشد. در مسکو، شاو فرماندهان را مجبور می‌کند تا موشک‌هایی را در کوبا مستقر کنند. او که کلاهی برای جلوگیری از تله‌پاتی به سر دارد، با زیردریایی به دنبال ناوگان شوروی می‌رود تا مطمئن شود موشک‌ها از محاصره آمریکا عبور می‌کنند.
در همین حال، ژاویر گروه باقی‌مانده را به عمارتش بازمی‌گرداند تا بر قدرت‌هایشان مسلط شوند. هنک معتقد است که DNA ریون ممکن است راه درمانی برای ظاهر غیرعادی آن‌ها باشد و موفق به آماده کردن دارویی می‌شود اما ریون پس از قانع شدن توسط اریک تصمیم می‌گیرد هویتش را پنهان نکند و از درمان امتناع می‌کند. هنک از دارو روی خود استفاده می‌کند اما نتیجه معکوس داده و پوستش پر از خز آبی با ظاهر شیرمانند می‌شود.
با هدایت هنک، جهش‌یافته‌ها و مک‌تاگرت به خط محاصره می‌روند. ژاویر با تله‌پاتی باعث می‌شود یک ملوان شوروی کشتی موشکی را نابود کند، در حالی که اریک با قدرت مغناطیسی خود زیردریایی شاو را به خشکی می‌آورد. در نبرد، اریک کلاه شاو را می‌رباید تا ژاویر او را فلج کند، اما اریک اعلام می‌کند که دیدگاه برتری جهش‌یافته‌ها را با شاو شریک است اما به خاطر مرگ مادرش به دنبال انتقام است. اریک سکه‌ای نازی را از مغز شاو عبور داده و او را می‌کشد. ژاویر که مجبور به تماشای این ماجراست، سخت تحت تأثیر قرار می‌گیرد.
هر دو ناوگان با ترس به سمت جهش‌یافته‌ها آتش می‌گشایند اما اریک گلوله‌ها را منحرف می‌کند. مک‌تاگرت به او شلیک می‌کند اما اریک گلوله‌ها را دفع می‌کند، در این میان یک تیر به ستون فقرات ژاویر اصابت می‌کند وقتی که او تلاش می‌کند مداخله کند. هنگام حواس‌پرتی ژاویر، اریک اجازه می‌دهد موشک‌ها به دریا سقوط کنند. ژاویر و اریک بر سر اختلاف دیدگاه نسبت به رابطه انسان‌ها و جهش‌یافته‌ها از هم جدا شده و اریک به همراه آنجل، آزازل، ریپ‌تاید و ریون ترک می‌کند.
ژاویر که اکنون ویلچرنشین است، به همراه جهش‌یافته‌هایش به عمارت بازمی‌گردد تا مدرسه‌ای راه‌اندازی کند. مک‌تاگرت قول می‌دهد محل آن را مخفی نگه دارد اما ژاویر حافظه‌اش را پاک می‌کند تا مطمئن شود. در همین حال، اریک که حالا با نام «مگنتو» شناخته می‌شود، به همراه باشگاه هلفایر فراست را از زندان آزاد می‌کند.

## بازیگران
- جیمز مک‌آووی در نقش چارلز اگزاویه / پروفسور ایکس
- مایکل فاسبندر در نقش اریک لِنشر / مگنیتو
- رز بیرن در نقش دکتر مویرا مک‌تاگرت
- جنیفر لارنس در نقش ریون دارکهولم / میستیک
  - مورگن لیلی در نقش ۹ سالگی ریون
- جنیوری جونز در نقش اما فراست
- نیکلاس هولت در نقش هنک مک‌کوی / بیست
- کوین بیکن در نقش سباستین شاو
- لوکاس تیل در نقش الکس سامرز / هاوک
- جیسون فلمینگ در نقش عزازیل
- کلب لندری جونز در نقش شان کسدی / بانشی
- زوئی کراویتز در نقش انجل سالوادوره / تمپست
- الکس گونزالس در نقش ریپ‌تاید
- گلن مورشور در نقش سرهنگ هندری
- آنابل والیس در نقش ایمی
- هیو جکمن نیز حضوری تک‌جلوه در نقش لوگن / ولورین
- آرتور داربینیان